# آلام الخريف (فلم تركي)
آلام الخريف (التركية: Güz Sancısı) هو فيلم درامي تركي، من إخراج تومريس جيرتلي اوغلو، مقتبس عن رواية Yılmaz Karakoyunlu. عرض الفيلم بتركيا في 23 يناير 2009، حيث كان واحدا من أعلى الإيرادات في قائمة الأفلام التركية لعام 2009 على الإطلاق.

## التصوير
كان مقررا إنتاج الفيلم في البدء عام 2002، لكن بدأ تصوير الفيلم من 3 أغسطس إلى غاية 29 سبتمبر 2008 في إسطنبول، بتركيا. أما مرحلة ما بعد الإنتاج فتمت في 23 يناير 2009.

## أبطال الفيلم
- مراد يلدرم : بهجت
- اوكان يالابيك : سوات
- بيرين سات : ايلينا
- بلسم بيلغين : نيميك
- أوموت كورت : فريت
- زيليحا بيركسوي : جدة

## إيرادات وأصداء
وزع الفيلم في 180 قاعة عرض بجميع أنحاء تركيا يوم 23 يناير 2009. حيث تصدر الفيلم إيرادات شباك التذاكر التركي مع نهاية الأسبوع بمبلغ 555543 $ كٱفتتاح ٱجمالي.
| تاريخ         | دولة    | قاعات العرض | ترتيب | إيرادات عطلة نهاية الاسبوع | إيرادات    | تاريخ الإصدار |
| ------------- | ------- | ----------- | ----- | -------------------------- | ---------- | ------------- |
| 23 يناير 2009 | تركيا   | 180         | 1     | $555,543                   | $3,105,177 | 8/23/09       |
| 30 أبريل 2009 | اليونان | 17          | 4     | $90,966                    | $254,157   | 5/24/09       |
| 30 أبريل 2009 | ألمانيا | 21          | 37    | $15,447                    | $28,179    | 5/10/09       |
| 1 مايو 2009   | النمسا  | 3           | 36    | $1,123                     | $1,123     | 5/3/09        |

يعتبر الفيلم سادس أعلى إجمالي الأفلام التركية لعام 2009، حيث حصد ما مجموعه 3,388,636 دولار في جميع أنحاء العالم.

### أصداء
غطت الصحف والبرامج الحوارية التلفزيونية كل المناقشات والأحداث التي يستند إليها الفيلم ويقول صناع الفيلم أن نقاش الرأي العام هو نتيجة لتخفيف القيود على حرية التعبير التي واكبت مساعي تركيا للوفاء بمعايير عضوية الاتحاد الأوروبي.
وقال الكاتب Etyen Mahçupyan أنه لم يكن من الممكن تصوير الفيلم قبل 10 سنوات من الآن. على الرغم من أن القوانين في الكتب لا تزال تحد من حرية التعبير، فإن الواقع هو أن هناك أقل وأقل من لا يمكن انتقاد.